# Nazi bifteck
 (août 2023).
Si vous disposez d'ouvrages ou d'articles de référence ou si vous connaissez des sites web de qualité traitant du thème abordé ici, merci de compléter l'article en donnant les références utiles à sa vérifiabilité et en les liant à la section « Notes et références ».
« Nazi bifteck » (en allemand : Rindersteak Nazi ; en anglais : Beefsteak nazi) est un terme qui était utilisé dans l'Allemagne nazie pour décrire les communistes et les socialistes qui ont rejoint le parti nazi. L'historien américain d'origine bavaroise Konrad Heiden est l'un des premiers à documenter ce phénomène dans son livre de 1936 Hitler: A Biography, remarquant que dans les rangs des Sturmabteilung (SA) il y avait « un grand nombre de communistes et de sociaux-démocrates » et que « de nombreuses troupes d'assaut étaient appelées « biftecks » : brunes à l'extérieur et rouges à l'intérieur »,. Le changement de parti politique était parfois si courant que les hommes de la SA plaisantaient en disant que « [d]ans notre troupe d'assaut, il y a trois nazis, mais nous les aurons bientôt vomi ».
Le terme était particulièrement utilisé pour désigner les membres de la classe ouvrière de la SA qui étaient alignés sur le strasserisme. L'image de ces individus « biftecks » portant un uniforme marron mais ayant des sympathies communistes et socialistes « rouges » sous-jacentes impliquait que leur allégeance au nazisme était superficielle et opportuniste. 